# Thomas B. Hayward
Thomas B. Hayward (3 de mayo de 1924-3 de marzo de 2022) fue un oficial militar estadounidense que comandó la armada de su país entre 1978 y 1982.

## Origen
Thomas B. Hayward nació en Glendale, California, en 1924.

## Trayectoria
Hayward sirvió como marinero en la Segunda Guerra Mundial. Después, cursó la Academia Naval de los Estados Unidos, de la que egresó en 1947.
Recibió la Cruz del Vuelo Distinguido mientras servía en el VF-51 (Escuadrón de Caza 51), durante la guerra de Corea.
Con el rango de vicealmirante, comandó la Séptima Flota, entre 1975 y 1976. Al año siguiente, el ya almirante Hayward condujo la Flota del Pacífico. En 1978 asumió como jefe de Operaciones Navales, cargo que mantendría hasta 1982.